# Wellesley (métro de Toronto)
Wellesley  est une station de la ligne 1 Yonge-University du métro, de la ville de Toronto en Ontario au Canada. Elle est située sur Yonge Street à hauteur de  du croisement avec Wellesley Street. Elle dessert le quartier de Church and Wellesley.

## Situation sur le réseau
Établie en souterrain, la station Wellesley de la ligne 1 Yonge-University, précède la station College, en direction du terminus Vaughan Metropolitan Centre, et elle est précédée par la station Bloor-Yonge, en direction du terminus Finch.

Plan du métro de Toronto (2023)

## Histoire
La station Wellesley est mise en service le 30 mars 1954.
Durant l'année 2009-2010, elle dispose en moyenne d'une fréquentation de 23 120 passagers par jour.

## Services aux voyageurs

### Intermodalité
Elle est desservie par les bus des lignes : 94 Wellesley et 97B Yonge.